# Musée Fin-de-Siècle
Le musée Fin-de-Siècle (en néerlandais : Fin-de-Siècle Museum) est une section des musées royaux des Beaux-Arts de Belgique (MRBAB) qui présente des collections d’œuvres d'art de la fin du XIXe et du début du XXe siècle.
Le musée, inauguré le 6 décembre 2013, remplace en partie le musée royal d'Art moderne à Bruxelles, fermé le 1er février 2011, malgré une vive opposition des milieux artistiques.

## Collections

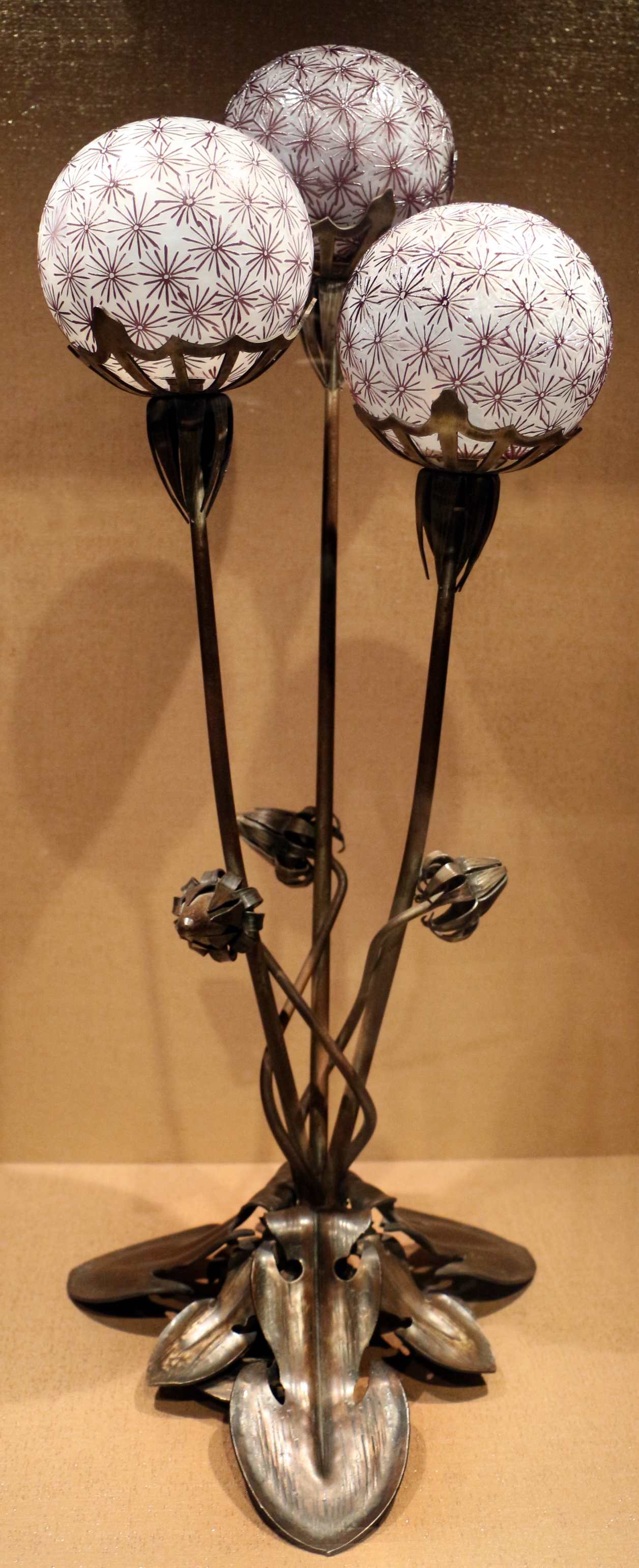
Antonin Daum et Louis Majorelle, Lampe pissenlit à trois bras, 1902.

Le musée s'articule entre 1868, année de la fondation de la Société libre des beaux-arts et 1914, début de la Première Guerre mondiale. Les collections se composent d'œuvres d'artistes belges et étrangers.
La collection du musée comprend des œuvres de la plupart des principaux artistes belges de la seconde moitié du XIXe siècle, notamment des artistes membres du Groupe des XX. Parmi les artistes belges figurent entre autres les peintres James Ensor, Fernand Khnopff, Léon Spilliaert, Jean Delville, Théo van Rysselberghe, Henry de Groux ou encore Félicien Rops. Le musée présente aussi plusieurs œuvres sculptés de George Minne, Julien Dillens, Charles Van Der Stappen ou Jef Lambeaux. Enfin, sont également exposés des travaux de plusieurs architectes et orfèvres parmi lesquels Victor Horta, Henry Van de Velde et Philippe Wolfers, représentatifs de l'Art nouveau.
Paul Gauguin, Auguste Rodin, Pierre Bonnard, Vincent Van Gogh, Edward Burne-Jones et Paul Signac sont quelques-uns des artistes étrangers emblématiques de ces années, figurant dans les collections du musée Fin-de-Siècle.

## Expositions
Le musée est également le lieu d'exposition de la collection Gillion-Crowet qui comprend un important mobilier de style Art nouveau ainsi que des œuvres de Louis Majorelle, Alphonse Mucha, Gustav-Adolf Mossa, Fernand Khnopff, Victor Horta, Carlos Schwabe, Émile Fabry, etc.

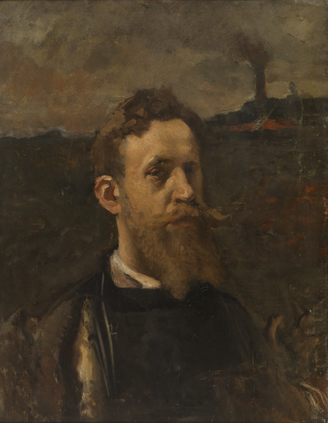
Autoportrait, Constantin Meunier, 1885.
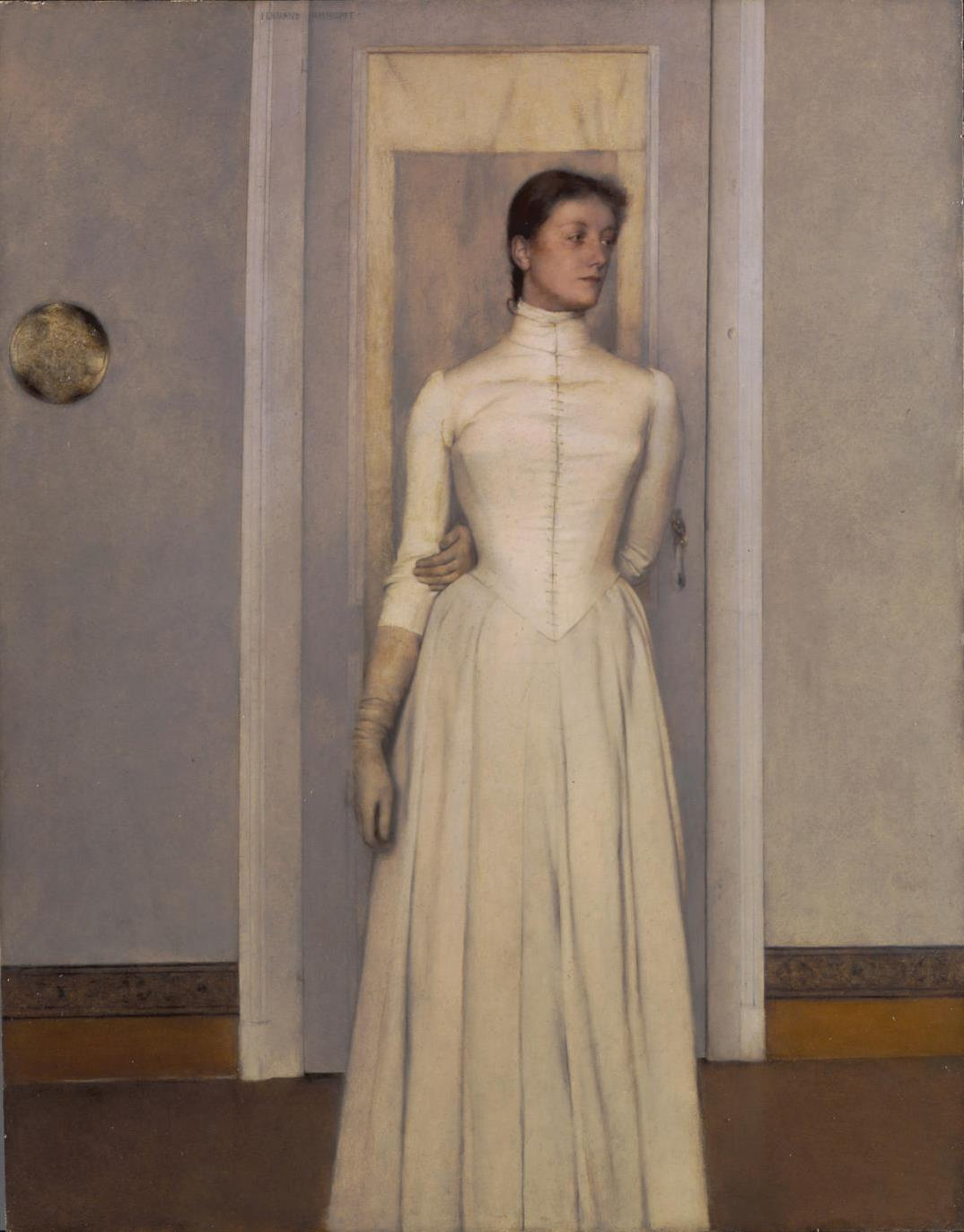
Portrait de Marguerite Khnopff, Fernand Khnopff, 1887.
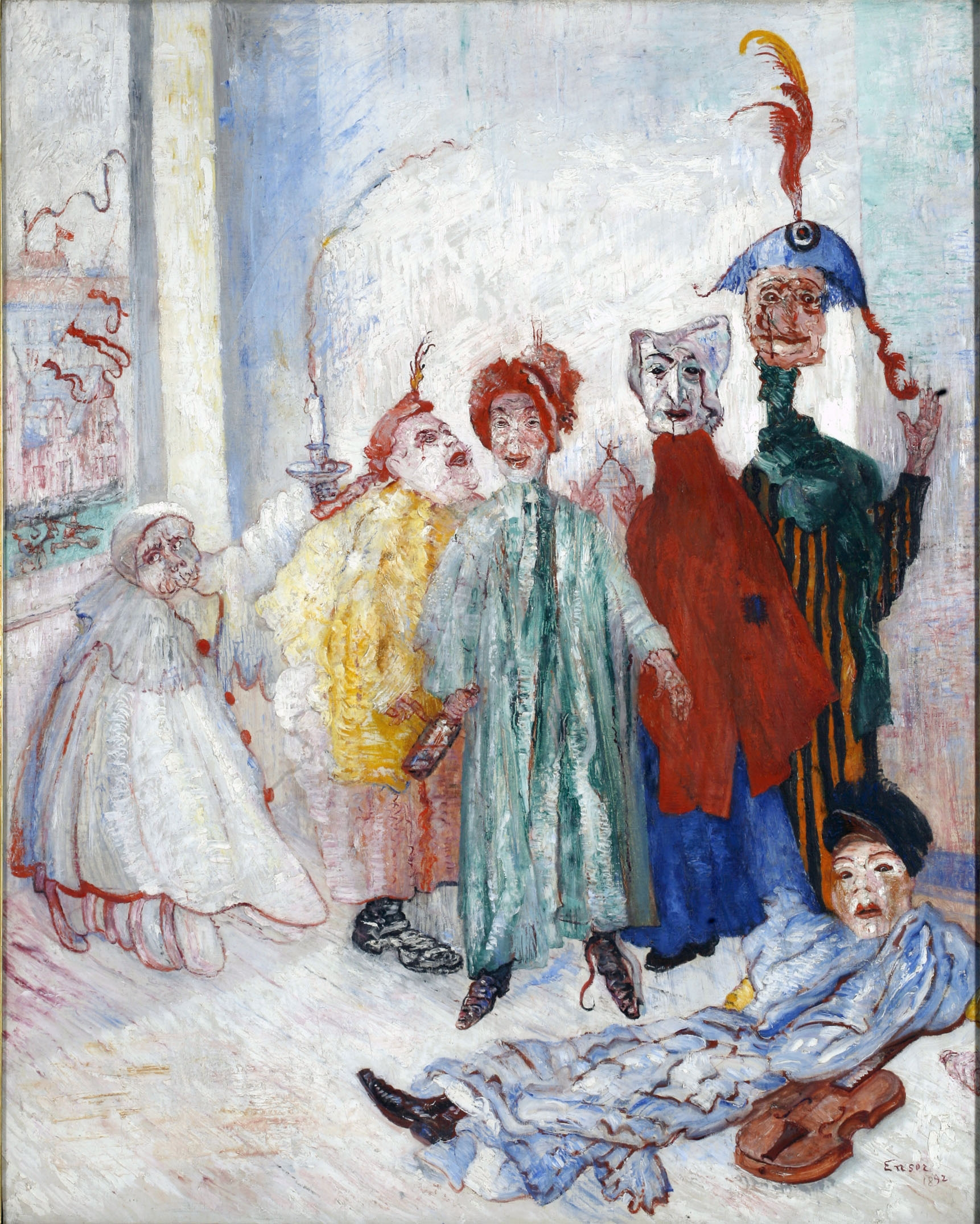
Les Masques singuliers, James Ensor, 1892.
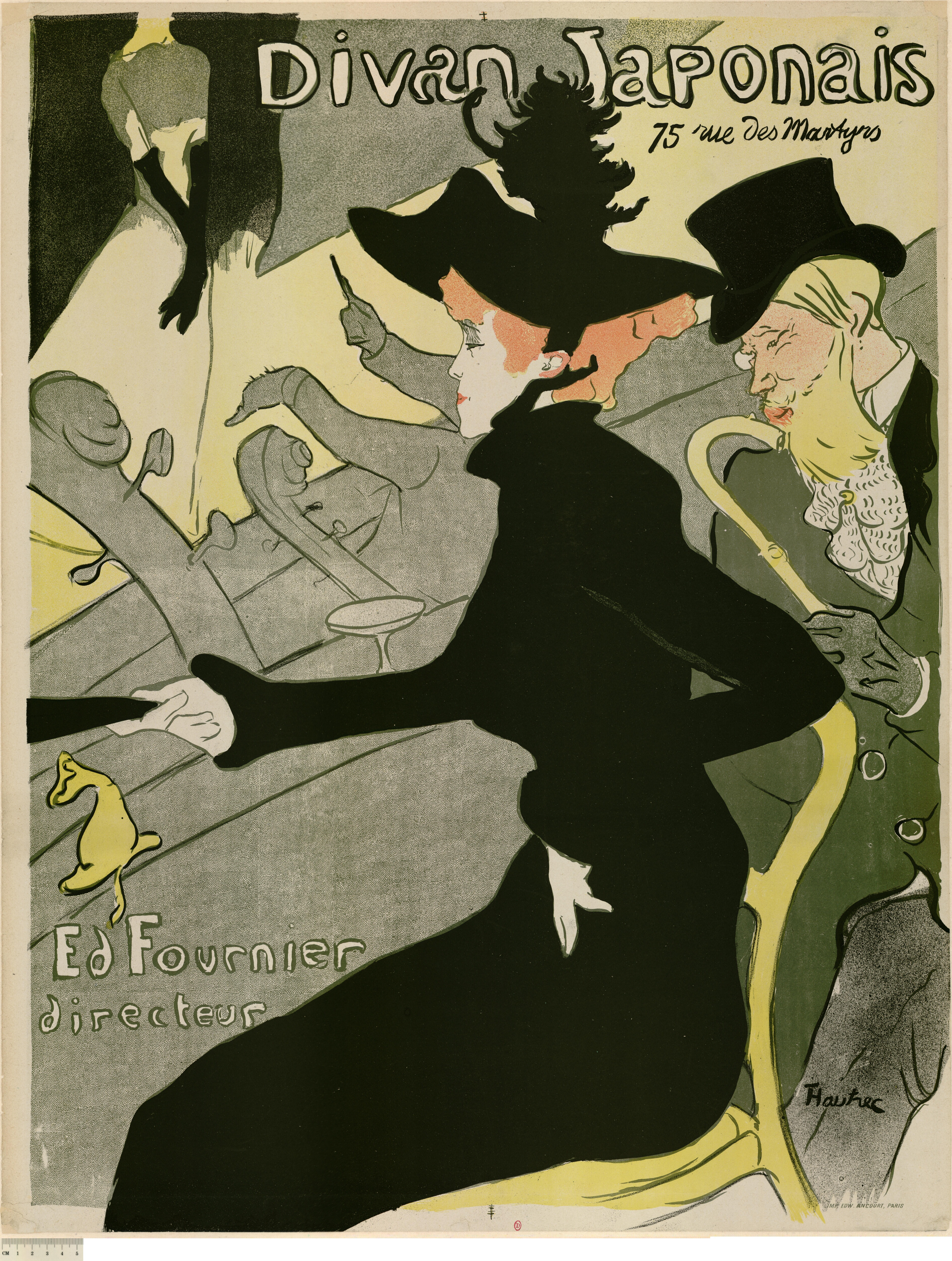
Divan Japonais, Henri de Toulouse-Lautrec, 1893.
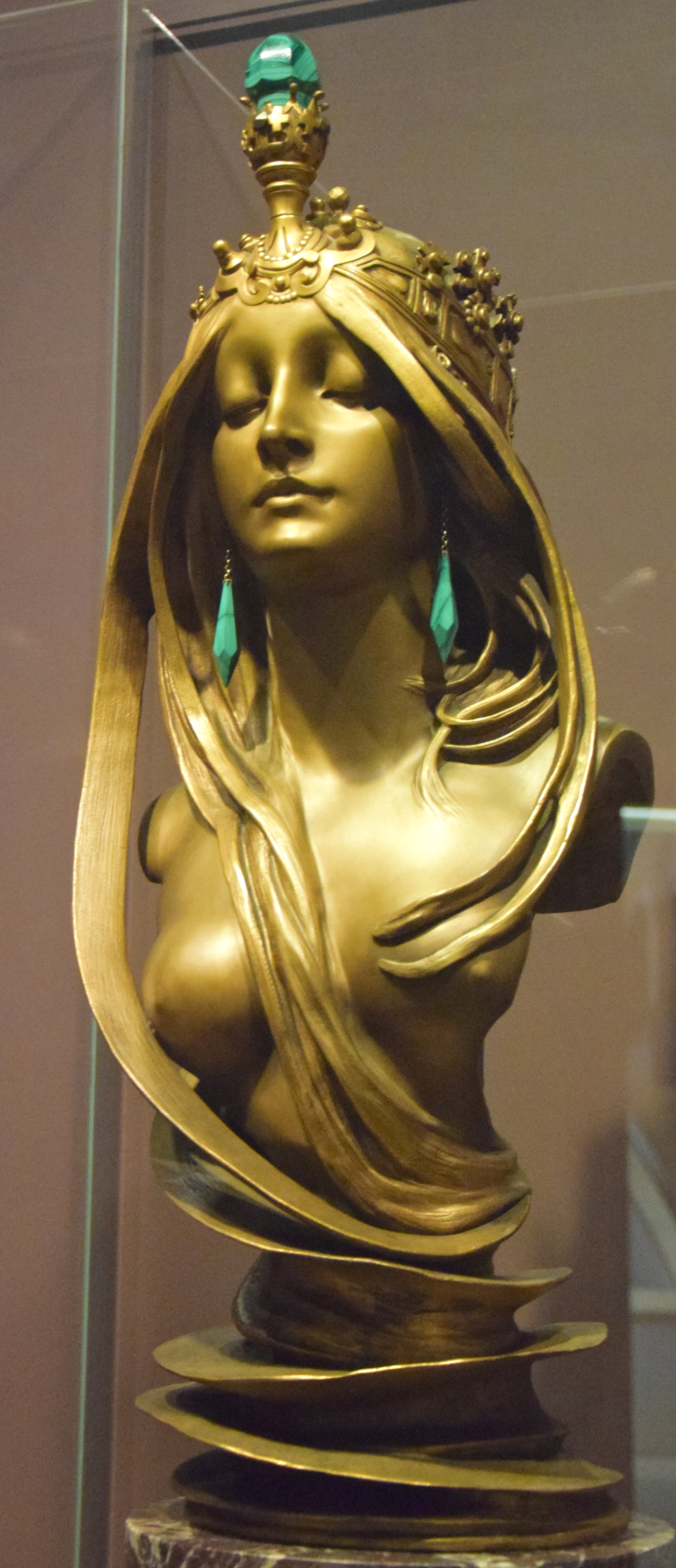
La Nature, Alphonse Mucha, 1899–1900.

## Accès
- Métro 1 et 5 : Parc - Gare centrale
- Tram 92 et 93 : Royale
- Bus 71, 27 et 95 : Royale